# Пришиб (озеро)
Пришиб (также Алматин, Хорто) — пересыхающее солёное озеро в Малодербетовском районе Калмыкии. В системе Сарпинских озер озеро занимает среднее положение между озёрами Барманцак и Унгун-Тёречи. Озеро Пришиб расположено на Сарпинской низменности у подножия Ергенинской возвышенности. Близ северо-западного берега озера расположено село Малые Дербеты. Озеро также носит названия Алматин (видимо, искажённое калм. Ялмтин, от названия речки Ялмата — тушканчиковая) и Хорто (от калм. хорд — птица-баба (пеликан)). Как и другие озёра Сарпинской системы озеро питается талыми и дождевыми водами

## Данные государственного водного реестра
По государственного водного реестра России:
- Код водного объекта 07040000111108200000072
- Тип водного объекта Озеро
- Название Пришиб (Алматин)
- Местоположение у с. Малые Дербеты
- Бассейновый округ Западно-Каспийский бассейновый округ (7)
- Речной бассейн Реки бассейна Каспийского моря на юг от бас Терека до гр РФ (4)
- Речной подбассейн нет (0)
- Водохозяйственный участок Бессточные территории междуречья Терека, Дона и Волги (1)
- Площадь водоёма 9,26 км²
- Водосборная площадь 68,5 км²
- Код по гидрологической изученности 208200007
- Номер тома по ГИ 8
- Выпуск по ГИ 2